# Tupoljev Tu-2000
Tupoljev Tu-2000 je bil predlagan težki hipersonični strateški bombnik z dolgim dosegom. Letalo je načrtoval biro Tupoljev. Sprva naj bi ga uporabljale Sovjetske letalske sile, po razpadu Sovjetske zveze se je razvoj nadaljeval za Ruske letalske sile dokler niso preklicali projekta leta 1992 zaradi pomanjkanja sredstev. 
19. avgusta 2009, je Tupoljev oznanil, da ima pogodbo z ruskim obrambnimi ministrstvom za razvoj novega strateškega bombnika PAK DA, ki naj bi bil povsem novo letalo z najnovejšimi tehnologijami.

## Tehnične specifikacije
- Posadka: 2
- Kapaciteta: 8 000 kilogramov (18 000 lb) orožja
- Dolžina: 72 m (236 ft 3 in)
- Razpon kril: 30 m (98 ft 5 in)
- Gros teža: 192 000 kg (423 288 lb)
- Maks. vzletna teža: 350 000 kg (771 618 lb)
- Motorji: 4 × turboreaktivni/scramjet motorji na tekoči vodik in tekoči kisik
- Maks. hitrost: Mach 24